# 넛지 이론

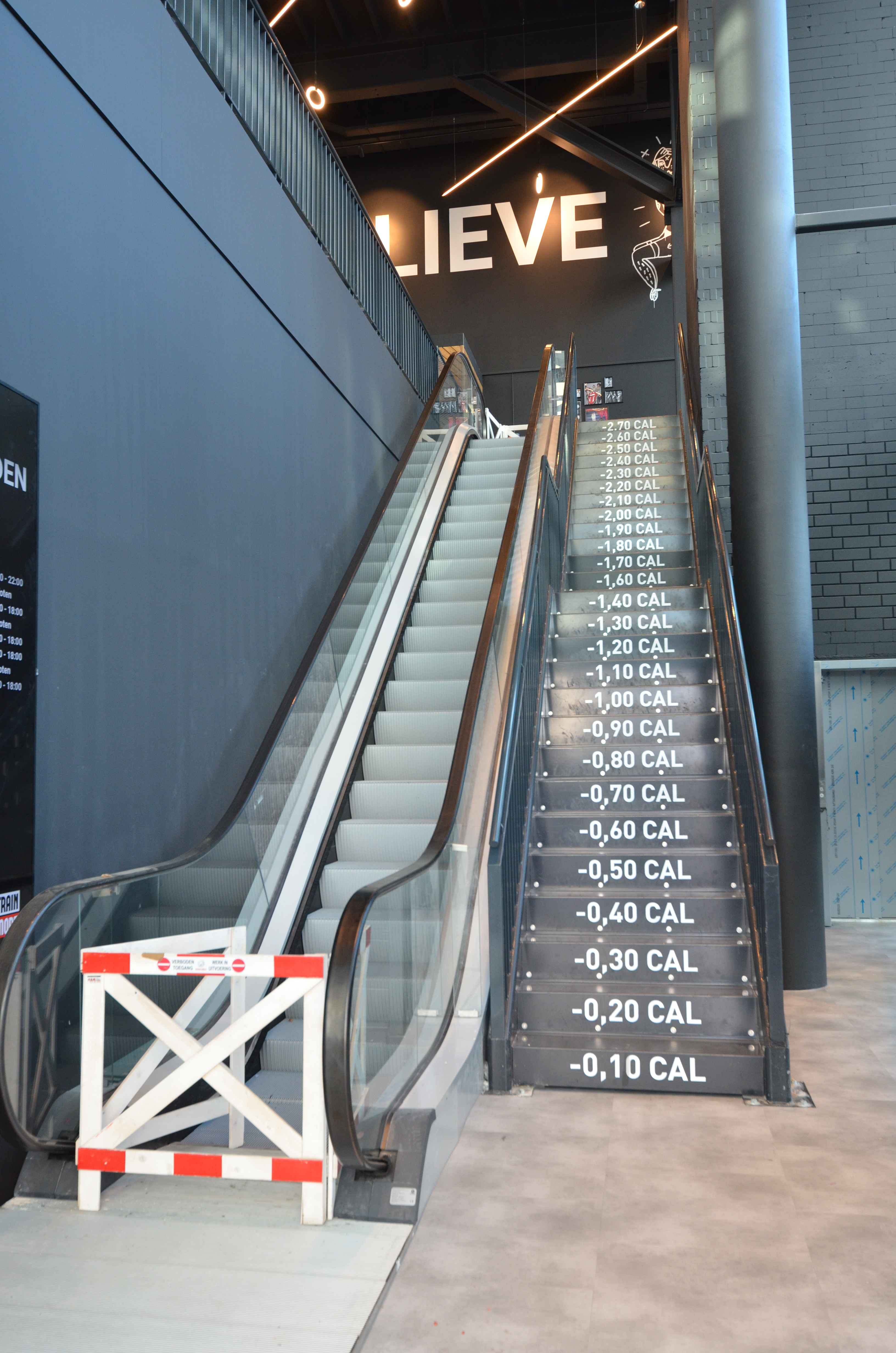

넛지 이론은 행동 경제학, 정치 이론 및 행동과학의 개념으로 그룹이나 개인의 행동과 의사결정에 영향을 미치는 방법으로 긍정적인 강화와 간접적인 제안을 제안한다. 넛지는 교육, 입법 또는 집행 과 같은 규정 준수를 달성하는 다른 방법과 대조된다.
넛지 개념은 2008년 시카고 대학 두 미국 학자인 행동 경제학자 리처드 세일러와 법률 학자 캐스 선스타인이 저서 《넛지》라는 책에서 대중화되었다. 영국과 미국 정치인에게 영향을 미쳤다. 여러 넛지 단위는 국가적 수준(영국, 독일, 일본 등)과 국제적 수준(예: 세계 은행, UN 및 유럽 위원회 ). "넛지 이론"이 행동 경제학의 최근 새로운 발전인지 아니면 행동 분석 과학에서 조사된 행동에 영향을 미치는 많은 방법 중 하나에 대한 새로운 용어인지는 논쟁의 여지가 있다.

## 넛지의 정의
넛지 및 관련 원리라는 용어의 첫 번째 공식은 1995년 이전에 James Wilk에 의해 사이버네틱스에서 개발되었으며 Brunel University 학자 DJ Stewart는 "넛지의 기술"(때로는 마이크로넛 이라고도 함)으로 설명했다. 또한 Milton Erickson, Watzlawick, Weakland and Fisch, Bill O'Hanlon의 공헌을 포함하여 Gregory Bateson까지 거슬러 올라가는 임상 심리 치료의 방법론적 영향을 받았다. 이 변형에서 넛지는 의도된 개입의 규모와 상관없이 특정 그룹의 사람들을 대상으로 하는 미세 타겟 설계이다.
2008년 Richard Thaler와 Cass Sunstein 의 책 《넛지》에서 넛지 이론이 주목을 받았다. 저자는 강압 없는 행동의 영향을 자유지상주의적 온정주의 로, 영향력을 행사하는 사람을 선택 설계자라고 한다.

## 개요
넛지는 자동 인지 과정 이 원하는 결과에 유리하도록 촉발되도록 환경을 변경함으로써 개인이 특정한 선택을 하거나 특정한 방식으로 행동할 가능성을 높인다.
개인의 행동이 항상 의도와 일치하는 것은 아니다. 인간이 완전히 이성적인 존재가 아니라는 것은 상식이다. 즉, 사람들은 자신의 행동이 최선의 이익이 아님을 알면서도 종종 자신의 이익이 아닌 일을 한다. 예를 들어, 배고플 때 다이어트를 하는 사람들은 자신의 체중 감량 능력을 과소평가하는 경우가 많으며, 건강하게 먹고자 하는 의도는 포만감을 느낄 때까지 일시적으로 약화될 수 있다.
노벨상 수상자인 대니얼 카너먼은 사람들이 때때로 자신의 이익에 반하는 행동을 하는 이유에 대해 정보를 처리하는 두 가지 별개의 시스템을 설명한다. 시스템 1은 빠르고 자동적이며 환경 영향에 매우 취약한다. 시스템 2 처리는 느리고 반사적이며 명시적인 목표와 의도를 고려한다. 상황이 개인의 인지 능력에 비해 지나치게 복잡하거나 압도적인 경우 또는 개인이 시간 제약 또는 기타 압력에 직면할 때 시스템 1 처리가 의사 결정을 대신한다. 시스템 1 처리는 결정을 내리기 위해 다양한 판단적 휴리스틱에 의존하여 더 빠른 결정을 내린다. 불행히도 이것은 차선의 결정으로 이어질 수도 있다. 사실, Thaler와 Sunstein은 시스템 1 처리가 개인의 명시적 가치와 목표를 무시하는 상황에 대한 부적응 행동 을 추적한다. 습관적 행동은 그 행동을 유발하는 환경적 신호를 방해하지 않으면서 변화에 저항한다는 것이 잘 문서화되어 있다.
넛지 기술은 일련의 선택을 생성하는 당사자에게 유리하도록 판단적 휴리스틱 을 사용하는 것을 목표로 한다. 다시 말해서, 넛지는 경험적 또는 시스템 1 의사 결정이 사용될 때 결과 선택이 가장 긍정적이거나 원하는 결과가 되도록 환경을 변경한다. 그러한 넛지의 예는 가게에서 정크 푸드의 위치를 바꾸어 과일과 기타 건강에 좋은 옵션이 금전 등록기 옆에 위치하도록 하고 정크 푸드는 가게의 다른 부분으로 재배치하는 것이다.

## 비평
넛지(Nudging)도 비판을 받았다. 공중 보건 재단 King's Fund의 Tammy Boyce는 "우리는 '사람들을 넛지'하는 아이디어와 같은 단기적이고 정치적인 동기에서 벗어나야 한다. 사람들이 장기적인 행동 변화를 일으키도록 도와주세요." 마찬가지로, Mols et al. (2015), 인정 넛지가 때때로 유용할 수 있지만 은밀한 넛지가 지속적인 행동 변화를 확보하는 데 제한된 범위를 제공한다고 주장한다.
Cass Sunstein 은 2016년 저서 영향력의 윤리: 행동 과학 시대의 정부에서 비판에 대해 장황 하게 답변했다 자유를 침해하거나 복지를 축소한다. 그는 이전에 2014년 저서인 Why Nudge?: Politics of Libertarian Paternalism에서 선택 아키텍처는 불가피하고 어떤 형태의 가부장주의는 피할 수 없다고 주장함으로써 넛지 이론을 옹호했다.
윤리학자들은 넛지 이론을 엄격하게 논의해 왔다. 이러한 혐의는 Bovens (2009)부터 Goodwin(2012)까지의 다양한 토론 참가자에 의해 제기되었다. 예를 들어, Wilkinson은 넛지를 조작적이라고 비난하는 반면, Yeung(2012)과 같은 다른 사람들은 그들의 과학적 신뢰성에 의문을 제기한다.
넛지의 윤리에 대한 여론도 " 당파적 넛지 편향"에 취약한 것으로 나타났다. David Tannenbaum, Craig R. Fox, Todd Rogers(2017)의 연구에 따르면 미국의 성인과 정책 입안자는 행동 정책이 자신의 정치적 성향에 부합할 때 더 윤리적이라고 믿었다. 반대로 사람들은 정치와 다를 때 이러한 동일한 메커니즘을 더 비윤리적인 것으로 간주했다. 연구자들은 또한 넛지가 본질적으로 당파적이지 않다는 것을 발견했다. 정치적 단서가 없는 행동 정책을 평가할 때 정치적 스펙트럼을 초월한 사람들은 평가에서 비슷했다.

## 같이 보기
- 선택설계
- 다크패턴